# ジ・アカデミー・イズ
ジ・アカデミー・イズ... (The Academy Is...) とは、アメリカ合衆国イリノイ州にて結成されたロックバンドである。
2003年に、フォール・アウト・ボーイのピート・ウェンツに発掘され、その後も若い世代を中心に多くのファンを獲得している。

## メンバー

### 現在のラインナップ
- ウィリアム・ベケット / William Beckett - ボーカル (2003年～2011年、2015年、2022年～)
- アダム・シスカ / Adam T. Siska - ベース (2003年～2011年、2015年、2022年～)
- マイク・カーデン / Mike Carden - ギター (2003年～2011年、2015年、2022年～)
- アンディ・"ザ・ブッチャー"・ムロテク / Andy "The Butcher" Mrotek - ドラム (2004年～2011年、2015年、2022年～)

### ツアーメンバー
- イアン・クロフォード / Ian Crowford - ギター、コーラス (2015年、2022年～2024年)
- ジェイミー・リード・シェフマン / Jamie Reed Schefman - ギター、コーラス (2015年、2022年～)

### 旧メンバー
- マイケル・デルプリンシペ / Michael DelPrincipe - ドラム (2003年～2004年、2022年)
- AJ・ラトレイス / AJ LaTrace - ギター (2003年～2004年、2022年)
- トム・コンラド / Tom Conrad - ギター、コーラス (2004年～2006年)
- マイケル・ガイ・チスレット / Michael Guy Chislett - ギター (2006年～2011年)

## 略歴
2003年に、元々違うバンドで活動していたウィリアム・ベケットとマイク・カーデンを中心に結成。ウィリアムが「もっと音楽に真剣に取り組んでくれて、自分の情熱を真剣に受けとめてくれる人」を探すためにバンドを離れた時、所属していたバンドが解散してフリーとなっていたマイクと出会った事がキッカケだった。その後の2004年3月23日に、自身の名を付けた1stEP「The Academy」をリリース。そして、そのCDを聴いたフォール・アウト・ボーイのピート・ウェンツに気に入れられ、大手インディーズレーベルの「フュエルド・バイ・ラーメン」と契約を結ぶことに成功する。
2005年2月8日、1stアルバム『Almost Here』をリリースし、アルバムチャートにて最高185位を記録する。
2006年10月に当時ギタリストだったトム・コンラドがバンドを脱退し、マイケル・ガイ・チスレットを新メンバーに迎え入れる。
2007年4月2日、プロデューサーにブッチ・ウォーカー(アヴリル・ラヴィーン、クワイエット・ドライブ等)を迎えて完成させられた2ndアルバム『Santi』をリリース。 アルバムチャートにて、初登場32位を記録する。
2008年8月19日、3rdアルバム『Fast Times at Barrington High』をリリースし、アルバムチャートにて初登場17位を記録。このアルバムは、ローリング・ストーン誌の「50 Best Albums of the Year 2008」の第46位に選ばれている。
2009年9月22日には、iTunes配信限定でミニアルバム「Lost in Pacific Time: The AP/EP」をリリースしている。また、このアルバムに収録されている「Sputter」という楽曲にジャックス・マネキンのアンドリュー・マクマホンがゲスト参加している。
2011年、3人となったメンバーで4thアルバムの制作をしていたが、10月8日、バンドのFacebookにて解散を発表した。
2015年9月10日に再結成、その2日後の12日に、シカゴで開催されたRiot Festに出演した。マイケル・ガイ・チスレットは再結成には参加せず、彼の代わりに、元ザ・キャブのイアン・クロフォードが参加した。12月には、デビューアルバムリリース10周年記念のツアーを行った。
2022年5月11日、Facebookにて9月に開催されるRiot Festへの出演を発表した。7月8日には、オリジナルメンバーであるAJ・ラトレイスが、同じくオリジナルメンバーであるマイケル・デルプリンシペと共に、Riot Festにゲスト出演することを発表した。

## ディスコグラフィー

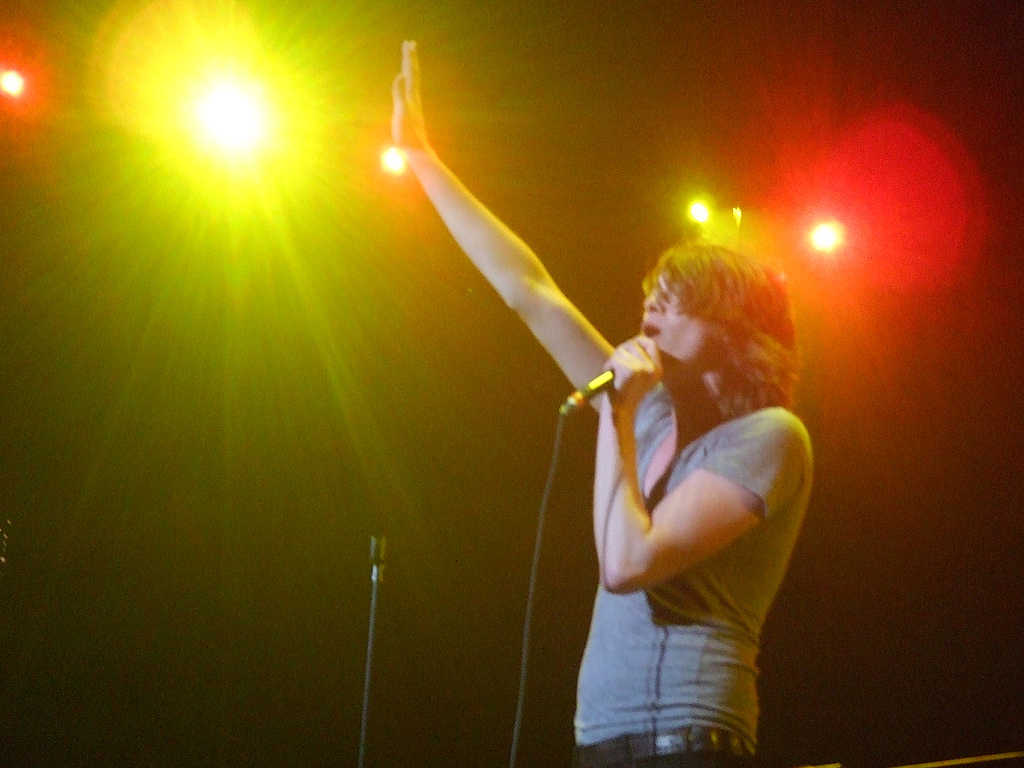
ウィリアム・ベケット

### アルバム
| 発売日        | タイトル                      | レーベル                   | 全米ビルボードアルバムチャート最高位 |
| 2005年2月8日  | Almost Here                   | Decaydance/Fueled by Ramen | 185位                                |
| 2007年4月2日  | Santi                         | Atlantic                   | 32位                                 |
| 2008年8月19日 | Fast Times at Barrington High | Atlantic                   | 17位                                 |

### シングル
| 発表年 | タイトル                          | 収録アルバム                  | 各チャート最高位 | 各チャート最高位 | 各チャート最高位 | 各チャート最高位 | 各チャート最高位 |
| 発表年 | タイトル                          | 収録アルバム                  | U.S. Hot 100     | U.S. Pop 100     | U.S. Mod. Rock   | U.S. Main. Rock  | New Zealand      |
| ------ | --------------------------------- | ----------------------------- | ---------------- | ---------------- | ---------------- | ---------------- | ---------------- |
| 2005年 | "Checkmarks"                      | Almost Here                   | —                | —                | —                | —                | —                |
| 2006年 | "Slow Down"                       | Almost Here                   | —                | —                | —                | —                | —                |
| 2006年 | "The Phrase That Pays"            | Almost Here                   | —                | —                | —                | —                | —                |
| 2007年 | "Neighbors"                       | Santi                         | —                | —                | —                | —                | —                |
| 2007年 | "Everything We Had"               | Santi                         | —                | —                | —                | —                | —                |
| 2007年 | "Sleeping with Giants (Lifetime)" | Santi                         | —                | —                | —                | —                | —                |
| 2007年 | "Same Blood"                      | Santi                         | —                | —                | —                | —                | —                |
| 2008年 | "Summer Hair = Forever Young"     | Fast Times at Barrington High | —                | —                | —                | —                | —                |
| 2008年 | "About A Girl"                    | Fast Times at Barrington High | —                | 96               | —                | —                | —                |
| 2009年 | "His Girl Friday"                 | Fast Times at Barrington High | —                | —                | —                | —                | —                |

### EPs
- The Academy (2004年)
- From the Carpet (2006年)
- Warped Tour Bootleg Series (2006年)
- Lost in Pacific Time: The AP/EP (2009年)

## 特徴
彼らの作る楽曲はどれも「甘酸っぱくて、どこか切ないポップソング」が中心だが、2ndアルバム『Santi』のみ違う方向性をとっており、主に「グラマラスなロックンロール」とも呼べる楽曲群を中心に構成されていた。しかし、その後の3rdアルバム『Fast Times at Barrington High』からは、初期の頃のポップサウンドへと戻っている。